# سلام إبراهيم
سلام إبراهيم أديب عراقي من مواليد 12 أغسطس 1954 الديوانية - العراق.

## سيرة حياتية
- ساهم في النشاط السياسي والأدبي، حيث أنضم بوقت مبكر للحلقات الماركسية الأولى بالمدينة التي شكلها سراً فهد مؤسس الحزب الشيوعي العراقي، أعتقل مرات عديدة وحكم عليه لمدة عام بعد إعدام فهد 1949.[2]
- تعرض للاعتقال والتعذيب النفسي والجسدي أكثر من أربع مرات للفترة من 1970 ـ 1980.[3]
- سيق جندياً احتياطا إلى جبهات الحرب مع إيران.[4]
- التحق بصفوف الثوار في كردستان في آب 1982.[4]
- في شباط 1983 تسلل إلى المدن مختفياً حتى تشرين الأول 1983.[4]
- التحق بوحدته العسكرية بعد أن ضاقت به السبل ـ مستفيدا من عفوٍ عام ـ ليبقى في أتون جبهة جنوب البصرة المحتدمة حتى شباط 1985.[2]
- أصطحب زوجته في التحاقه الثاني بثوار الجبل تاركاً أبنه البكر.[5]
- أعطبت وظائف رئتيه بنسبة 60% نتيجة للقصف بالأسلحة الكمياوية على مقرات أحزاب المقاومة في زيوة خلف مدينة العمادية بتاريخ 1987.[4]
- في حملة الأنفال آب 1988 نزح مع جموع الأكراد إلى تركيا ثم إيران ليمكث في معسكرات اللجوء بأقصى الشمال الإيراني، ثم سوريا فموسكو.[2]
- في عام 1992 لجأ إلى الدانمارك، وما زال يقيم فيها.[3][6] ورغم أنه يقيم في الدنمارك،[2][3][5][7]

## سيرة أدبية
- بدأ بكتابة القصة القصيرة أوائل السبعينيات.[6]
- نشر أول قصة قصيرة له في صحيفة التآخي العراقية، كانون الأول 1975.[6]
- كتب أكثر من خمسين قصة قصيرة منذ ذلك التاريخ وحتى 1994.[6]
- عاود النشر ثانية عام 1987 في الصحف والمجلات العراقية والعربية: الثقافة الجديدة، عيون، البديل، القدس العربي اللندنية، الحياة اللندنية، السفير، الاغتراب الأدبي، الزمان، صحف المعارضة العراقية، النهار البيروتية، إبداع المصرية، المسلة، ألواح، صباح الخير اللبنانية، أخبار الأدب المصرية، الصباح العراقية، الصباح الجديد العراقية وغيرها من الصحف والمجلات.[4]
- المواد المنشورة تتوزع بين النص القصصي والنص النقدي.[4]
- بتاريخ 25 آب/أغسطس 2018 أعلن انسحابه من اتحاد الأدباء العراقي، ووصفه بـ «البائس» على خلفية دعوته في ندوة باتحاد الأدباء وفي العديد من المقابلات التي نشرت في الصحافة العراقية عن ضرورة وصل وتوحيد المعرفة بالنص العراقي المكتوب في المنفى، وما زال يكتب عن طريق طباعة سلسلة تحت أسم أدب المنفى العراقي، لكن لم يجد أذنًا صاغية لدى المؤسسات الثقافية كوزارة الثقافة ودار الشؤون الثقافية.[6]

## النتاج الروائي
- «رؤيا الغائب»، 1996.[5]
- «الإرسي»، 2008.[1]
- «الحياة لحظة»، 2010.[8]
- «في باطن الجحيم»، 2013.[3]
- «في باطن الجحيم» مترجمة إلى الإنكليزية عن دار - صافي - الولايات المتحدة الإمريكية 2014.[4]
- «حياة ثقيلة»، 2015.[5]
- «إعدام رسام»، 2016.[1]
- رواية «دونت إسبيك» نشرالكاتب فصول منها في الصحافة العربية.[2]

## النتاجات الأخرى
- «رؤيا اليقين» (مجموعة قصصية)، 1994.[5]
- «سرير الرمل» (قصص)، 2000.[4]
- «طفلان ضائعان» (مجموعة قصصية) 2019.[2]

## الجوائز والتكريمات
- رشح لجائزة كتارا للرواية العربية 2021.[9]
- رفض درعاً وتكريماً من نائب رئيس مجلس محافظة الديوانية سنة 2013 قائلاً: «أتكرم حينما توفرون الخدمات لأبناء مدينتي!».[5]